# واترویل (اوهایو)
واترویل (به انگلیسی: Waterville) یک شهر در ایالات متحده آمریکا است که در شهرستان لوکاس، اوهایو واقع شده‌است. واترویل ۱۲٫۶۴ کیلومتر مربع مساحت و ۵٬۵۲۳ نفر جمعیت دارد.